# Reportaje
Reportaje és una pel·lícula mexicana del 1953. La pel·lícula va reunir un extraordinari elenc conjunt de les estrelles més importants de l'Època d'Or del cinema mexicà i es va celebrar amb finalitats benèfiques per a l'A.N.D.A (Asociación Nacional de Actores) de Mèxic.
La pel·lícula està dividida en 6 capítols al voltant d'una història principal. Es va estrenar en una presentació especial al 7è Festival Internacional de Cinema de Canes de 1954.

## Trama
El propietari d'un diari vol trobar les notícies més importants de la nit de Cap d'Any. Per això, decideix enviar els seus principals periodistes a punts estratègics de la Ciutat de Mèxic.

### Capítol 1: El Hospital
Un dels periodistes arriba a l'hospital i troba la seva dona a punt de donar a llum. En entrar a l'hospital, és testimoni d'una sèrie de casos peculiars.

#### Repartiment
- Roberto Cañedo
- María Elena Marqués
- Columba Domínguez
- Carmen Montejo
- Esther Fernández
- Ernesto Alonso
- Miroslava
- Miguel Torrúco
- Julio Villarreal
- Amanda del Llano
- Ramón Gay

### Capítol 2: La comisaría de policía
El cap d'una comissaria es veu obligat a fer front a diversos casos còmics que impliquen personatges força peculiars.

#### Repartiment
- Carlos López Moctezuma
- "Clavillazo"
- Tin Tan
- Marcelo Chávez
- Meche Barba
- Irma Torres
- Wolf Rubinskis

### Capítol 3: La casa de un hombre rico
El periodista es presenta a una festa organitzada per un dels homes més rics de la ciutat, que està a punt de proposar una proposta a la seva promesa. Tanmateix, un malestar sobtat fa evident que no li queda gaire temps.

#### Repartiment
- Pedro Infante
- Carmen Sevilla
- Domingo Soler
- Carmelita González
- Armando Silvestre
- Manolo Fábregas

### Capítol 4: El centro de espectáculos
Diverses estrelles que intenten avançar en un centre d'espectacles. Enmig de l'actuació, un home ric és xantatge per dos peculiars lladres.

#### Repartiment
- Libertad Lamarque
- Pedro Vargas
- Lola Flores
- Andres Soler
- Fernando Soler
- Pedro Lopez Lagar
- Joaquín Pardavé
- Luis Aldás

### Capítol 5: El divorcio
El propietari del Daily torna a casa, on la seva bella dona demana el divorci. La parella comença a recordar detalls dels seus anys feliços.

#### Repartiment
- Dolores del Río
- Arturo de Córdova

### Capítol 6: El hotel
En una habitació d'hotel, un parell de joves estrelles es barallen: l'home (un cantant) no vol aixecar-se al llit. Per sorpresa seva, apareix una dona especialment bella.

#### Repartiment
- María Félix
- Jorge Negrete